# Marek Houszka (ur. 1944)
Marek Józef Houszka (ur. 14 stycznia 1944) – polski weterynarz, dr hab. nauk medycznych, profesor Katedry Nauk Przedklinicznych i Chorób Zakaźnych Wydziału Medycyny Weterynaryjnej i Nauk o Zwierzętach Uniwersytetu Przyrodniczego w Poznaniu.

## Życiorys
Jest absolwentem Wydziału Weterynaryjnego Wyższej Szkoły Rolniczej we Wrocławiu, w 1974 obronił pracę doktorską, 24 czerwca 1996 habilitował się na podstawie pracy zatytułowanej Rola mukopolisacharydów w mechanizmach uszkodzenia i odnowy błony śluzowej przewodu pokarmowego w przebiegu działania różnych czynników patogennych. 14 czerwca 2005 uzyskał tytuł profesora nauk weterynaryjnych.
Pracował w Katedrze Anatomii Patologicznej, Patofizjologii, Mikrobiologii i Weterynarii Sądowej na Wydziale Medycyny Weterynaryjnej Uniwersytetu Przyrodniczego we Wrocławiu.
Jest profesorem w Katedrze Nauk Przedklinicznych i Chorób Zakaźnych na Wydziale Medycyny Weterynaryjnej i Nauk o Zwierzętach Uniwersytetu Przyrodniczego w Poznaniu.